# Incarville
Incarville est une commune française située dans le département de l'Eure en région Normandie. Les habitants d'Incarville sont appelés les Incarvillais.

## Géographie

### Localisation
Situé entre Évreux et Rouen, le village est limitrophe de Louviers.

### Communes limitrophes
| Forêt de Bord-Louviers | Le Vaudreuil |                |
| Louviers               | Incarville   | Eure (rivière) |
| Louviers               | Louviers     |                |

### Hydrographie
La commune est située dans le bassin Seine-Normandie. Elle est drainée par l'Eure, le Ravin du Rouquis et divers autres petits cours d'eau,.
L'Eure, un canal, chenal et cours d'eau naturel non navigable d'une longueur de 229 km, prend sa source dans la commune de Longny les Villages et se jette  dans la Seine à Saint-Pierre-lès-Elbeuf, après avoir traversé 91 communes.Les caractéristiques hydrologiques de l'Eure sont données par la station hydrologique située sur la commune de Louviers. Le débit moyen mensuel est de 24,6 m3/s. Le débit moyen journalier maximum est de 135 m3/s, atteint lors de la crue du 29 mars 2001. Le débit instantané maximal est quant à lui de 137 m3/s, atteint le même jour.

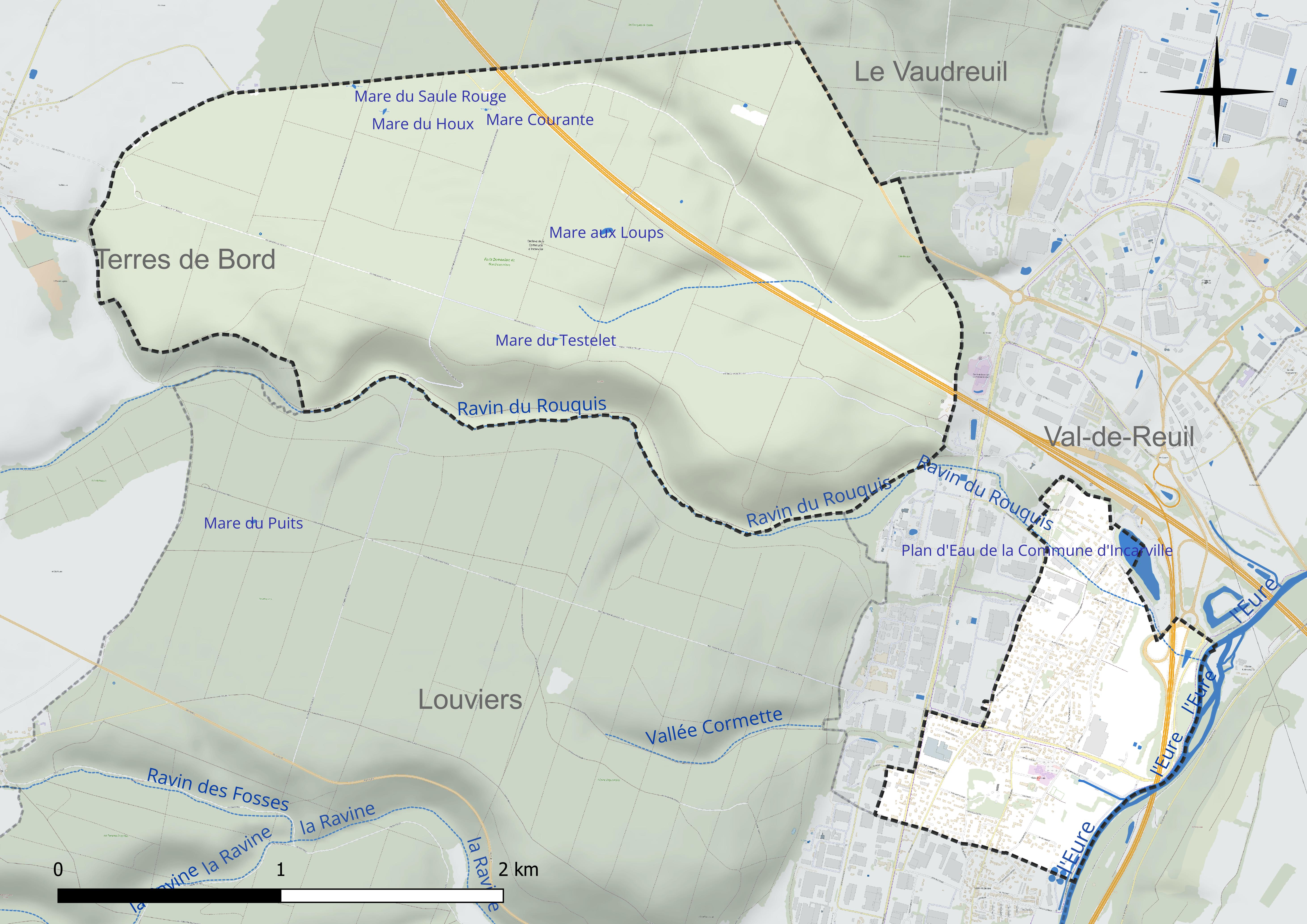
Réseau hydrographique d'Incarville.

Six plans d'eau complètent le réseau hydrographique : la mare aux Loups (0,1 ha), la mare Courante (0 ha), la mare du Houx (0 ha), la mare du Saule Rouge (0 ha), la mare du Testelet (0 ha) et le plan d'eau de la commune d'Incarville, d'une superficie totale de 2,5 ha (1 ha sur la commune),.

### Climat
Pour des articles plus généraux, voir Climat de la Normandie et Climat de l'Eure.
En 2010, le climat de la commune est de type climat océanique dégradé des plaines du Centre et du Nord, selon une étude du CNRS s'appuyant sur une série de données couvrant la période 1971-2000. En 2020, Météo-France publie une typologie des climats de la France métropolitaine dans laquelle la commune est exposée à un climat océanique et est dans la région climatique Côtes de la Manche orientale, caractérisée par un faible ensoleillement (1 550 h/an) ; forte humidité de l’air (plus de 20 h/jour avec humidité relative > 80 % en hiver), vents forts fréquents. Parallèlement le GIEC normand, un groupe régional d’experts sur le climat, différencie quant à lui, dans une étude de 2020, trois grands types de climats pour la région Normandie, nuancés à une échelle plus fine par les facteurs géographiques locaux. La commune est, selon ce zonage, exposée à un « climat des plateaux abrités », correspondant aux plaines agricoles de l’Eure, avec une pluviométrie beaucoup plus faible que dans la plaine de Caen en raison du double effet d’abri provoqué par les collines du Bocage normand et par celles qui s’étendent sur un axe du Pays d'Auge au Perche.
Pour la période 1971-2000, la température annuelle moyenne est de 11,2 °C, avec une amplitude thermique annuelle de 14,3 °C. Le cumul annuel moyen de précipitations est de 732 mm, avec 11,6 jours de précipitations en janvier et 7,7 jours en juillet. Pour la période 1991-2020, la température moyenne annuelle observée sur la station météorologique la plus proche, située sur la commune de Louviers à 3 km à vol d'oiseau, est de 11,8 °C et le cumul annuel moyen de précipitations est de 719,5 mm,. Pour l'avenir, les paramètres climatiques de la commune estimés pour 2050 selon différents scénarios d’émission de gaz à effet de serre sont consultables sur un site dédié publié par Météo-France en novembre 2022.

## Urbanisme

### Typologie
Au 1er janvier 2024, Incarville est catégorisée ceinture urbaine, selon la nouvelle grille communale de densité à 7 niveaux définie par l'Insee en 2022. Elle appartient à l'unité urbaine de Louviers, une agglomération intra-départementale dont elle est une commune de la banlieue,. Par ailleurs la commune fait partie de l'aire d'attraction de Louviers, dont elle est une commune de la couronne,. Cette aire, qui regroupe 44 communes, est catégorisée dans les aires de 50 000 à moins de 200 000 habitants,.

### Occupation des sols
L'occupation des sols de la commune, telle qu'elle ressort de la base de données européenne d’occupation biophysique des sols Corine Land Cover (CLC), est marquée par l'importance des forêts et milieux semi-naturels (81 % en 2018), une proportion identique à celle de 1990 (81 %). La répartition détaillée en 2018 est la suivante : forêts (76,4 %), zones urbanisées (8,5 %), zones industrielles ou commerciales et réseaux de communication (6,2 %), milieux à végétation arbustive et/ou herbacée (4,6 %), zones agricoles hétérogènes (3,8 %), terres arables (0,5 %). L'évolution de l’occupation des sols de la commune et de ses infrastructures peut être observée sur les différentes représentations cartographiques du territoire : la carte de Cassini (XVIIIe siècle), la carte d'état-major (1820-1866) et les cartes ou photos aériennes de l'IGN pour la période actuelle (1950 à aujourd'hui).

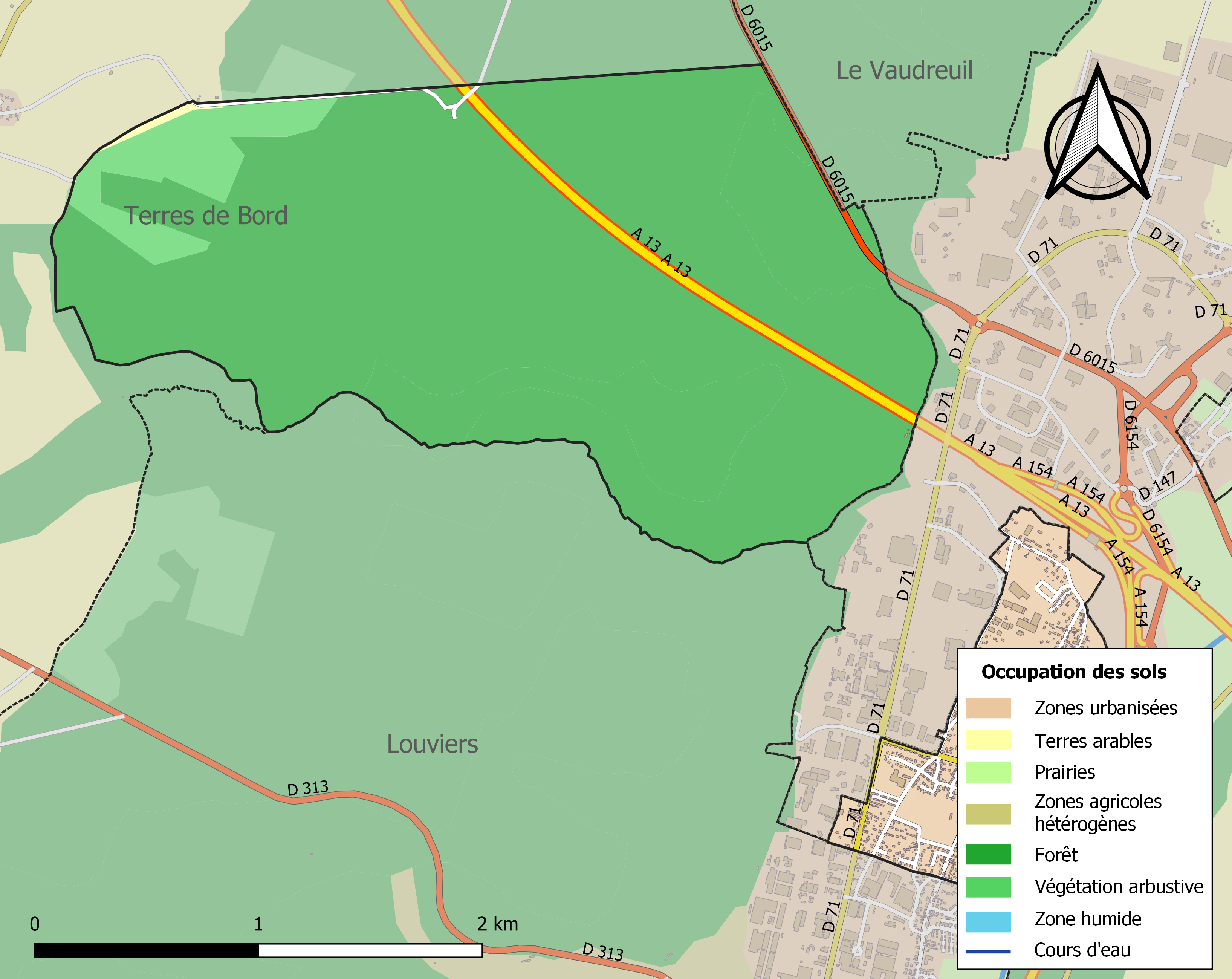
Carte des infrastructures et de l'occupation des sols de la commune en 2018 (CLC).

### Voies de communication et transports

#### Voies routières
L'A13 passe par Incarville (sortie 19, échangeur de Louviers), le territoire de la commune s'étendant de façon discontinue à un fragment de la forêt de Bord-Louviers (séparation par Louviers et Val-de-Reuil), plus vaste que le territoire du bourg proprement dit.
À proximité, a été construit en 1970 le viaduc de la Vallée de l'Eure.
Enfin, l'A154 borde l'est de la commune.

#### Transport urbain et interurbain
La commune est desservie par la ligne 390 (Rouen-Évreux) du réseau VTNI.

## Toponymie
Le nom de la localité est attesté sous les formes Wicardi Villa en 1025, Wiscardivilla en 1026 (charte de Richard II), Wiscarvilla en 1190 (charte de la fondation de Bonport), Iscarville en 1291 (livre des jurés de Saint-Ouen), Ysquarvilla en 1296 (jugement des assises de Louviers), Ycarvilla au XIIe siècle et vers 1380 (Bibliothèque nationale), Yscarville en 1400 (aveu de Guillaume de Vallan, évêque d’Évreux), Incurville en 1631 (Tassin, Plans et profilz).

## Histoire
Incarville est un ancien port gallo-romain implanté sur la rive gauche du lit majeur de l’Eure, à 1 km en amont de la confluence Seine-Eure-Andelle.
Le 1er janvier 1973, l'Ensemble urbain du Vaudreuil est créé à partir de parcelles de huit communes, dont celles d'Incarville. Le 28 septembre 1981, Le Vaudreuil (ex-ensemble urbain) est érigée en commune sous le nom du Vaudreuil-Ville Nouvelle. Elle prendra le nom de Val-de-Reuil le 19 novembre 1984.
Le 14 mai 2024, un convoi pénitentiaire est pris pour cible au péage d'Incarville sur l'autoroute A154 par un commando armé qui parvient à faire évader Mohamed Amra, un détenu mis en examen pour homicide volontaire qui revenait du tribunal de Rouen et rejoignait la maison d'arrêt d'Évreux. Deux agents pénitentiaires sont tués par balle au cours de l'attaque et trois autres agents sont grièvement blessés. Le plan Épervier est très rapidement déclenché et près de 200 gendarmes, le GIGN et un hélicoptère de la gendarmerie sont déployés,,.

## Politique et administration
| Période                                  | Période   | Identité                              | Étiquette     | Qualité                                                     |
| ---------------------------------------- | --------- | ------------------------------------- | ------------- | ----------------------------------------------------------- |
| 1790                                     | 1835      | François Gondard                      |               |                                                             |
| 1835                                     | 1846      | Armand Canival                        |               |                                                             |
| 1846                                     | 1854      | François Marie Clément de La Roncière |               |                                                             |
| 1854                                     | 1878      | Narcisse Morel                        |               |                                                             |
| 1878                                     | 1893      | Lucien Barbé                          |               |                                                             |
| 1893                                     | 1912      | Emile Planterose                      |               |                                                             |
| 1912                                     | 1930      | Joseph Caudron de Coquereaumont       |               |                                                             |
| 1930                                     | 1931      | Albert Gondard                        |               |                                                             |
| 1931                                     | 1937      | Georges Boulard                       |               |                                                             |
| 1937                                     | 1944      | Louis Bohère                          |               |                                                             |
| 1944                                     | 1956      | André Lemarchand                      |               |                                                             |
| 1956                                     | 1987      | René Marc                             |               |                                                             |
| 1987                                     | 1989      | André Gouriou                         |               |                                                             |
| 1989                                     | 2003      | Nicole Cornier                        |               |                                                             |
| mars 2003                                | mars 2008 | Leslie Cléret                         | PS            | Conseillère générale du canton de Louviers-Nord (1998-2015) |
| mars 2008                                | 2020      | Alain Lemarchand                      | DVG           | Chef de projet                                              |
| 2020                                     | En cours  | Patrick Maugars                       | Divers droite |                                                             |
| Les données manquantes sont à compléter. |           |                                       |               |                                                             |

## Démographie
L'évolution du nombre d'habitants est connue à travers les recensements de la population effectués dans la commune depuis 1793. Pour les communes de moins de 10 000 habitants, une enquête de recensement portant sur toute la population est réalisée tous les cinq ans, les populations de référence des années intermédiaires étant quant à elles estimées par interpolation ou extrapolation. Pour la commune, le premier recensement exhaustif entrant dans le cadre du nouveau dispositif a été réalisé en 2006.

En 2022, la commune comptait 1 352 habitants, en évolution de −6,11 % par rapport à 2016 (Eure : −0,25 %, France hors Mayotte : +2,11 %).
| 1793 | 1800 | 1806 | 1821 | 1831 | 1836 | 1841 | 1846 | 1851 |
| ---- | ---- | ---- | ---- | ---- | ---- | ---- | ---- | ---- |
| 396  | 440  | 512  | 563  | 527  | 536  | 521  | 506  | 526  |

| 1856 | 1861 | 1866 | 1872 | 1876 | 1881 | 1886 | 1891 | 1896 |
| ---- | ---- | ---- | ---- | ---- | ---- | ---- | ---- | ---- |
| 468  | 498  | 579  | 505  | 506  | 488  | 476  | 431  | 403  |

| 1901 | 1906 | 1911 | 1921 | 1926 | 1931 | 1936 | 1946 | 1954 |
| ---- | ---- | ---- | ---- | ---- | ---- | ---- | ---- | ---- |
| 428  | 419  | 439  | 419  | 387  | 409  | 400  | 449  | 465  |

| 1962 | 1968 | 1975 | 1982  | 1990  | 1999  | 2006  | 2011  | 2016  |
| ---- | ---- | ---- | ----- | ----- | ----- | ----- | ----- | ----- |
| 544  | 624  | 920  | 1 125 | 1 458 | 1 379 | 1 330 | 1 338 | 1 440 |

| 2021  | 2022  | - | - | - | - | - | - | - |
| ----- | ----- | - | - | - | - | - | - | - |
| 1 375 | 1 352 | - | - | - | - | - | - | - |

## Culture locale et patrimoine

### Lieux et monuments

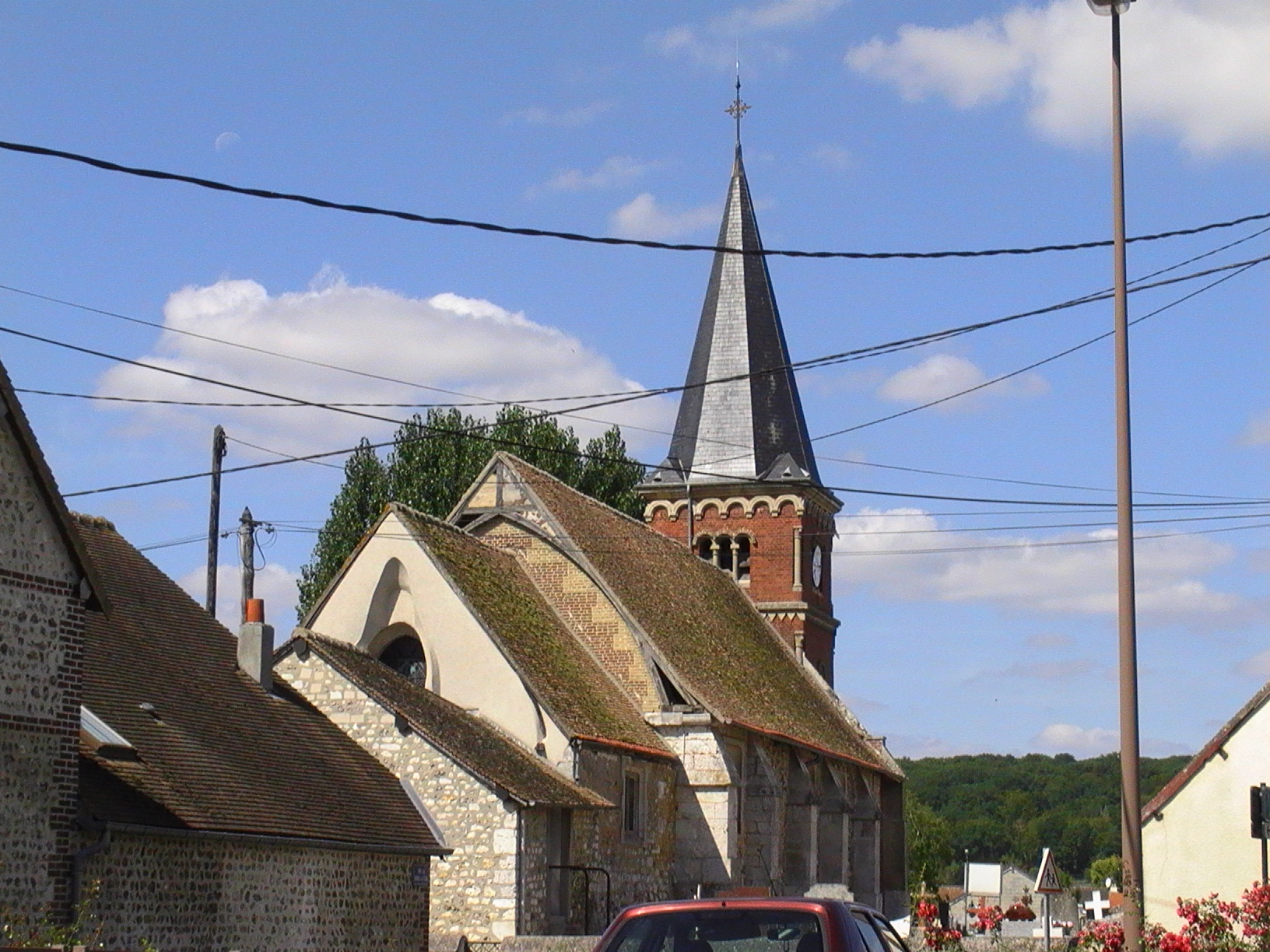
L'église Saint-Pierre où est enterré l'abbé Delamare.

- Église Saint-Pierre du XIIe siècle[32], restaurée entre 1868 et 1875. Le diocèse catholique d'Évreux en est l'affectataire par l'intermédiaire de la paroisse « Père Laval - Louviers - Boucle de Seine » qui dessert cette église. Présence de nombreux vitraux, notamment une série de sept baies posées au XXe siècle :

1. Débarquement des Normands à Incarville ; construction de l'église d'Incarville ; dédicace de l'église à saint Pierre.
2. 1023 : Richard II donne l'église à l'abbaye de la Trinité de Fécamp.
3. 1254 : charte de Goudart d'Incarville en faveur de l'abbaye Notre-Dame de Bonport.
4. 1449 : Robert Fromont, curé d'Incarville rédige le traité de paix qui met fin à la guerre.
5. 1854 : mort de François Marie Clément de La Roncière ; saint Roch, patron des tisserands.
6. 1792 : Jacques Antoine de Maurey introduit les métiers à tisser ; léproserie Saint-Hildevert ; la charité de Louviers enterre les paroissiens d'Incarville.
7. 1836 : les cultivateurs érigent la corporation de saint Éloi ; le père Pierre Nicolas Le Chéron d'Incarville et les missions de Chine ; le curé d'Ars sauve les prisonniers d'Incarville.

- Château d'Incarville, bâtisse du XIXe siècle

### Personnalités liées à la commune

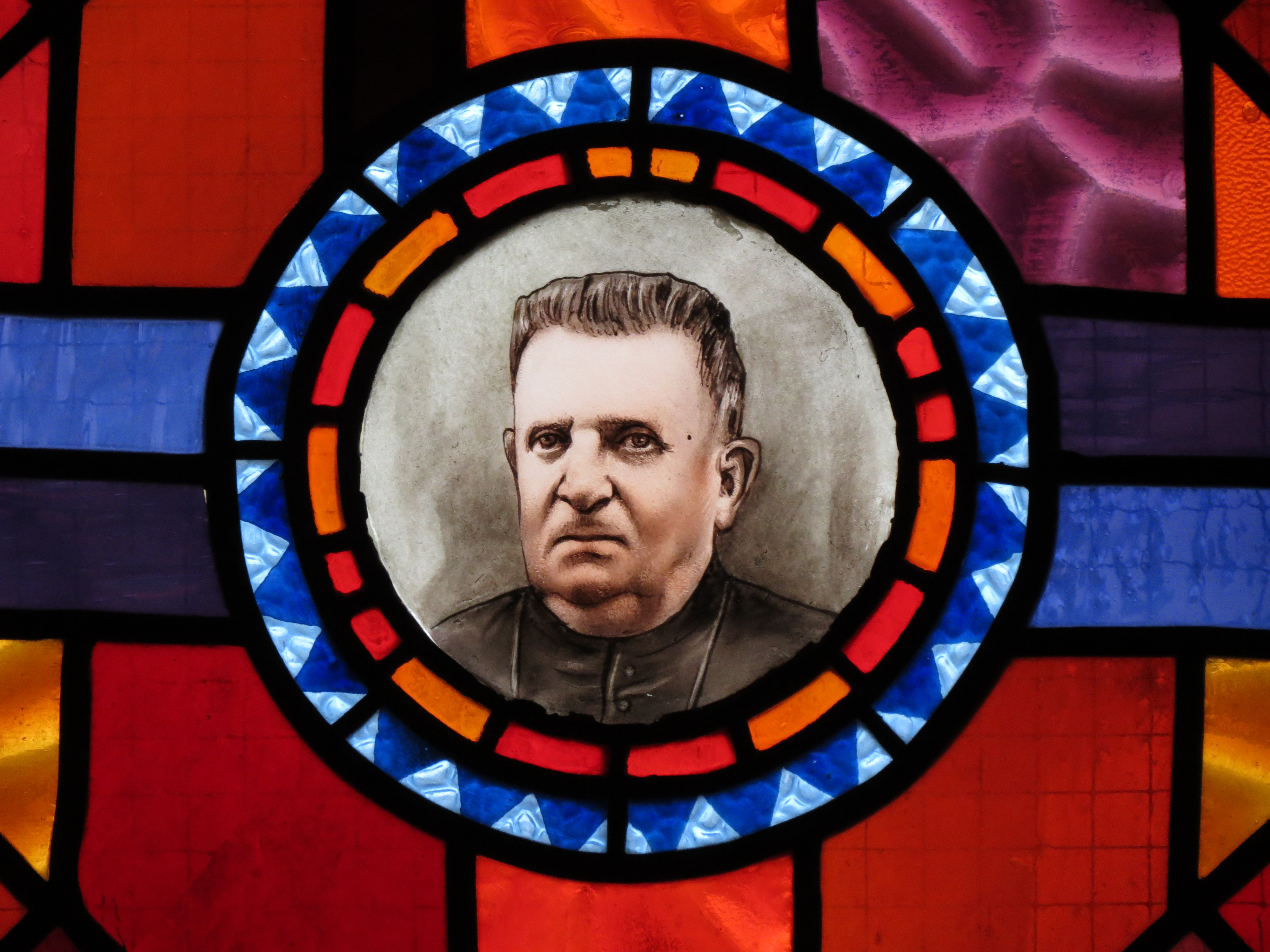
L'abbé Delamare.

- Raoul de la Motte-Labbé (mort avant 1629), conseiller du roi en la cour des aides de Normandie, seigneur d'Incarville, d'Épreville et autres lieux[33].
- François Marie Clément de La Roncière (1773-1854), décédé à Incarville dont il fut le maire, général des armées de la Révolution et de l'Empire.
- René Delamare, prêtre de 1929 à 1948, année de sa mort, auteur de publications historiques locales (histoire des rues de Louviers, notamment, en sa qualité de président de la Société d'études diverses). Il est l'inventeur de la source d'eau chaude en 1931.

### Patrimoine naturel
- Forêt de Bord-Louviers donc une partie, bien que non limitrophe de la commune, lui est rattachée.
- Voie verte longeant l'Eure.
- Source d'eau chaude.